# China Lake
China Lake — ручний багатозарядний 40-мм несерійний гранатомет, який був розроблений конструкторами Дослідницького центру флоту США в Чайна Лейк (англ. China Lake Naval Weapons Center) у 1967 році для потреб спецпризначенців ВМС США SEAL.

## Історія
Війна у В'єтнамі показала необхідність багатозарядних ручних гранатометів, які могли б замінити однозарядні зразки на кшталт M79 і XM148. З цією метою інженерам China Lake Naval Weapons Center була дана інструкція почати розробку такої зброї, яка б, у першу чергу, могла задовольнити потреби спецпідрозділу ВМС США SEAL. У 1967 році конструктори Центру на чолі з Альфредом Кермодом запропонували експериментальний зразок, який отримав назву China Lake на честь назви місцини, де знаходився Центр. У цілому Navy SEAL були задоволені гранатометом: він був надзвичайно легким для свого розміру, оскільки майже весь корпус був вироблений з алюмінію; магазин вміщував до 4 гранат, які можна було вистрілити доволі швидко. Незважаючи на ці переваги, єдиним калібром гранат, які заряджались в China Lake, могли бути тільки 40×46 мм, що обмежувало сферу використання гранатомета. Саме це зумовило незначну кількість випущених зразків (до 50), тим не менше, усі вони брали участь в бойових діях в руках американських морських котиків. Наразі вціліло тільки 4 одиниці, які знаходяться в музеях США і В'єтнаму.
Дані з приводу кількості вироблених China Lake відрізняють в залежності від джерела. Точно підтверджено вироблення 22 зразків для SEAL, деякі науковці називають число до 50 копій. Іноді China Lake помилково називають EX 41. EX 41 — китайська копія гранатомета China Lake, яка була створена в середині 1990-х років і не має нічого спільного з оригінальною зброєю. Також іноді зазначається, що «правильна» або «офіційна» назва гранатомета China Lake NATIC, проте, оскільки гранатомет ніколи не випускався серійно й не приймався на озброєння, а використовувався в обмежених кількостях силами ВМС США, то офіційної назви вони де-юре не мають. Самі ж морські котики називали свої гранатомети «China Lake».
У 2009 році компанія Airtronic USA, яка випускає для армії Сполучених Штатів підствольні гранатомети M203, випустила 9 офіційних копій China Lake, які зараз знаходяться в приватних руках.

## Конструкція
Гранатомет China Lake — магазинна зброя помпового типу з ручною перезарядкою, яка реалізується за допомогою ковзкої цівки. Магазин підствольний, трубчастого типу на три гранати. Заряджається за допомогою великого вікна знизу ствольної коробки. Екстракція гільз здійснюється вправо. Приціл механічний, відкритого типу, ступінчастий, з кроком в 25 метрів, аналогічний до прицілу M79.

## Оператори
- США
  - SEAL
  - Розвідувальний корпус ВМС США
  - 5-та група ССО армії США

## China Lake у масовій культурі

### У відеоіграх
- Payday 2 — у грі називається China Puff. Гранатомет доступний для гравців, які купили DLC Wolf Pack або Payday 2: Ultimate Edition в Steam.

- Fallout: New Vegas - у грі називається "Багатозарядний 40-мм гранатомет "[3].
- Call of Duty: Black Ops — у грі називається «Чайна-Лейк»